# 보딜 옌센
보딜 옌센(Bodil Joensen, 1944년 11월 6일 ~ 1985년 1월 3일)은 덴마크의 포르노 배우이다.

## 출연 작품
- Bodil Joensen - en sommerdag juli 1970 (1970)
- Hvorfor gør de det? (1970)